# Айтпай
Айтпа́й (каз. Айтпай) — село у складі Жангалинського району Західноказахстанської області Казахстану. Входить до складу Кизилобинського сільського округу.
Населення — 200 осіб (2021; 101 у 2009, 209 у 1999, 107 у 1989).